# Hummelmoraberget
Hummelmoraberget är ett bergsområde i Järfälla kommun i Stockholms län, som ingår i Görvälns naturreservat. Området ligger i en sluttning ner mot Mälarens strand och begränsas av tippen som går utefter Lantmäterivägen på bergets norrsida och det går sedan fram till Sandviksskogen vid Sandviks gård i söder. På Hummelmoraberget finns spår från perioden efter istiden. Strandvallarna visar tydligt att havsytan då nådde ända hit och de är vallar på strand som har bildats av grus och sten som sköljts upp av havets vågor. Söder om Hummelmoraberget ligger Hummelmora hage och Hummelmora torp.

## Beskrivning
Hummelmoraberget är Järfälla kommuns högsta punkt och höjden är 67,4 meter över havet. Den högsta punkten ligger 300 m norr om Hummelmoravägen som övergår i Vattenverksvägen som går från Viksjö till Görvälns vattenverk omkring 1,5 km från Skäftingebroarna. Från bergets nordsida har man en vidsträckt utsikt och kan se ända till Globen.
På bergets sydsluttning mot Vattenverksvägen finns ett klapperstensfält, ett område med klapperstenar, klappervallar och stentorg. Hummelmorabergets klapperstensfält räknas till Hummelmorabergets förnämsta sevärdhet. Sydväst om Vattenverksvägen fortsätter Hummelmoraberget och övergår så småningom till Hummelmora hage med torpet Hummelmora, ett torp under Viksjö gård.
På den högt liggande marken på berget överväger hällmarkstallskogen. Där består undervegetationen av renlavar, mossor och ris. Hällmarkstallskogarna har låg produktionsförmåga och kan därför ofta ha lång trädkontinuitet.

## Bilder

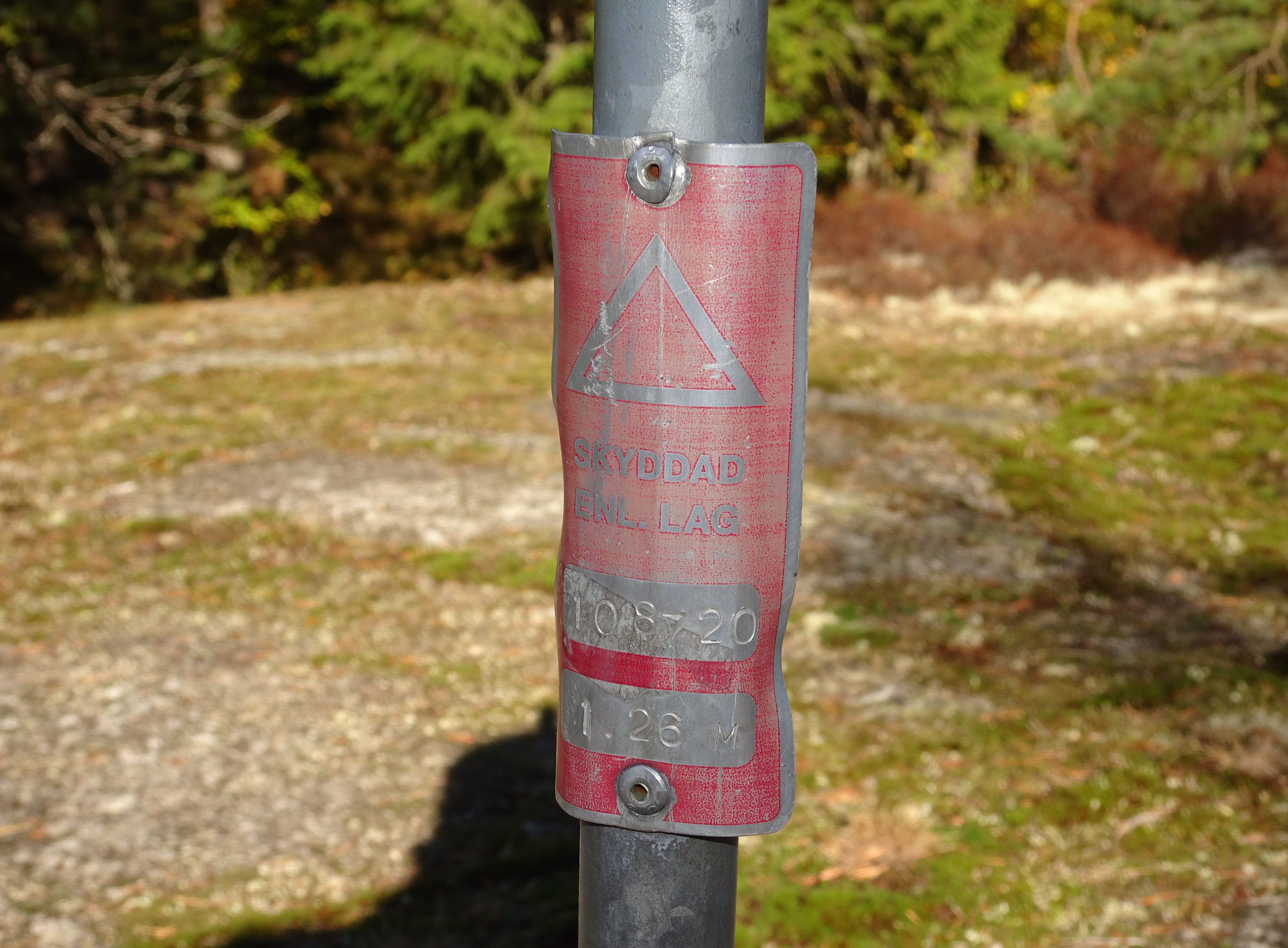
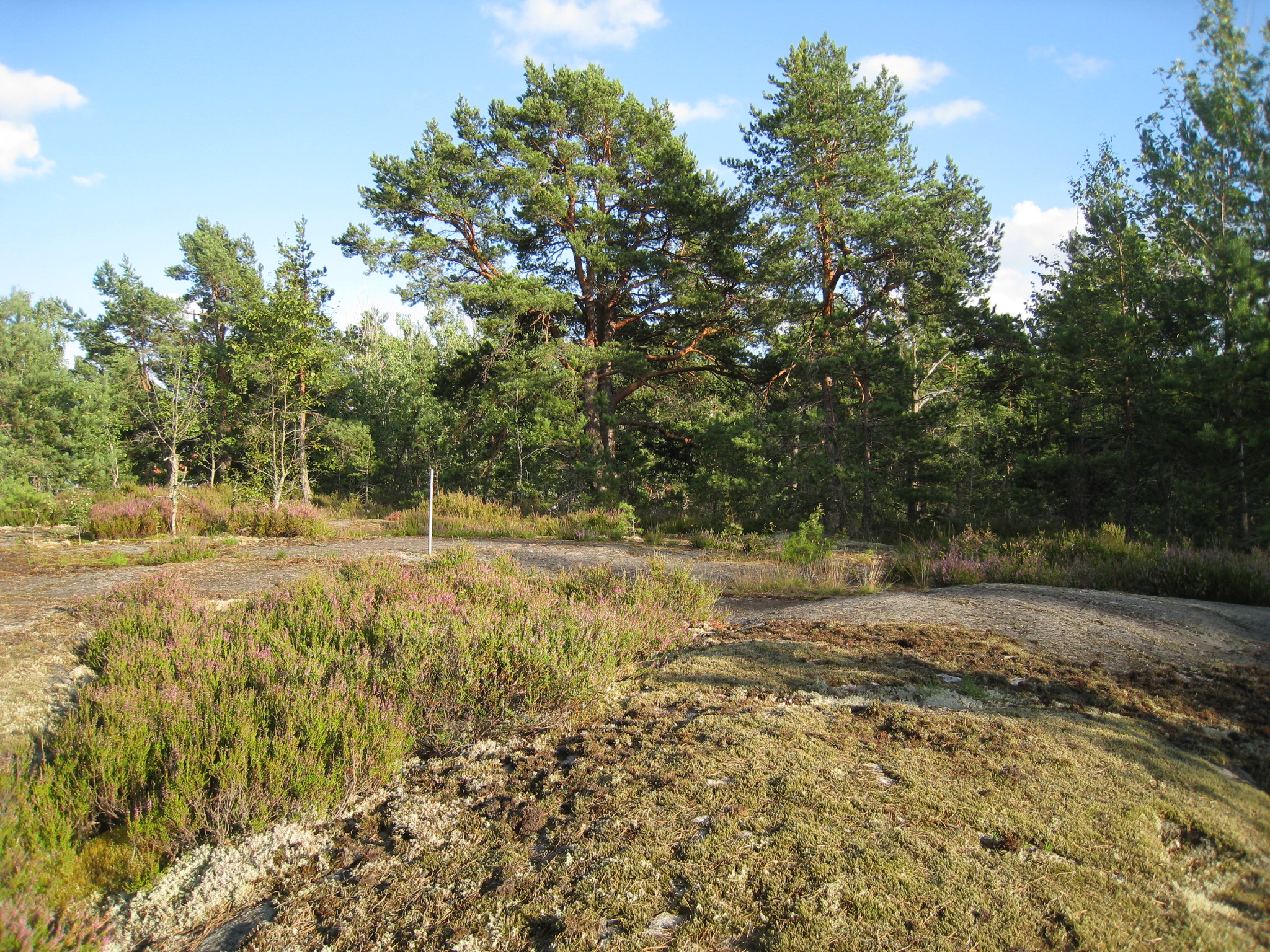
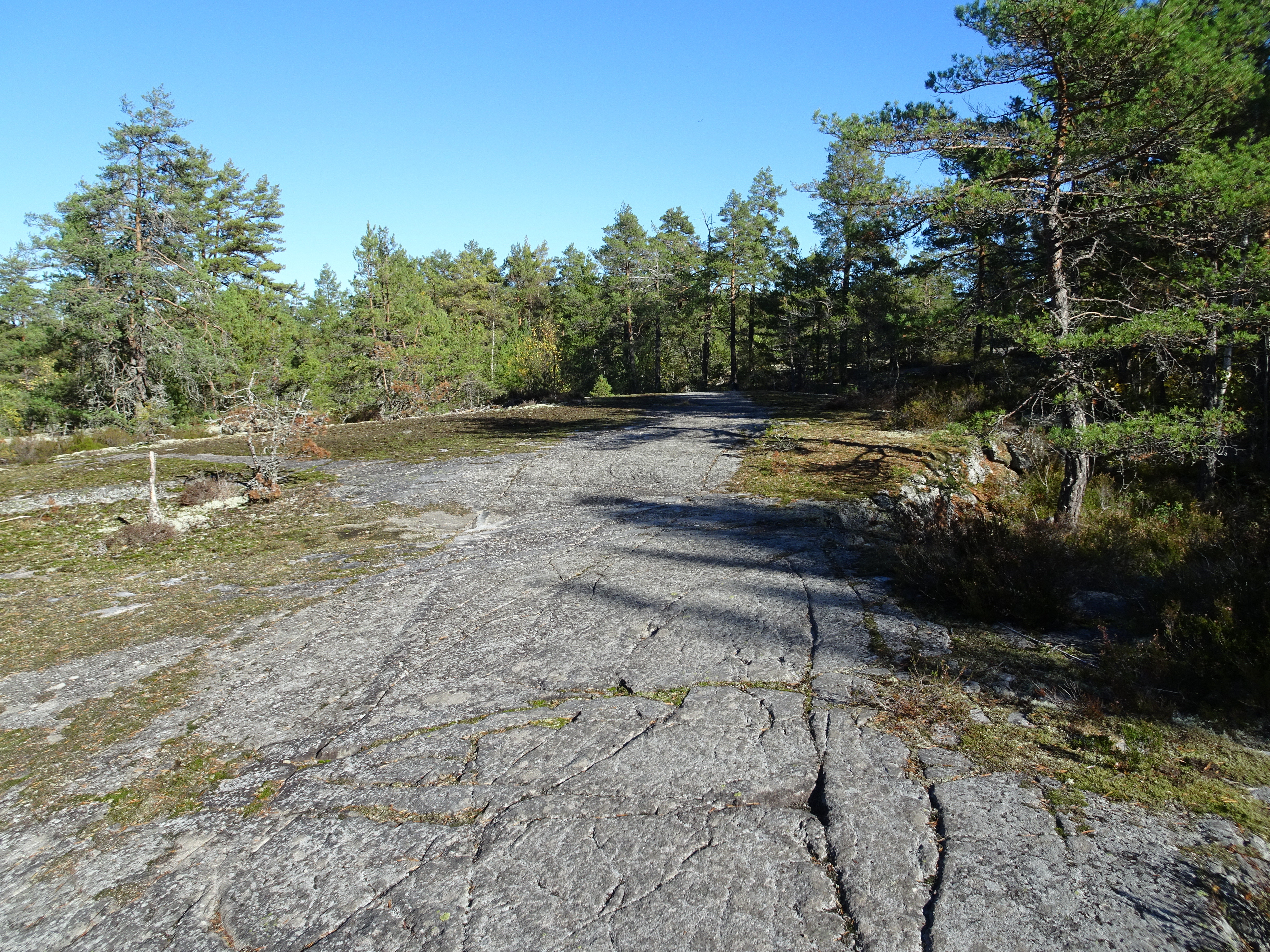
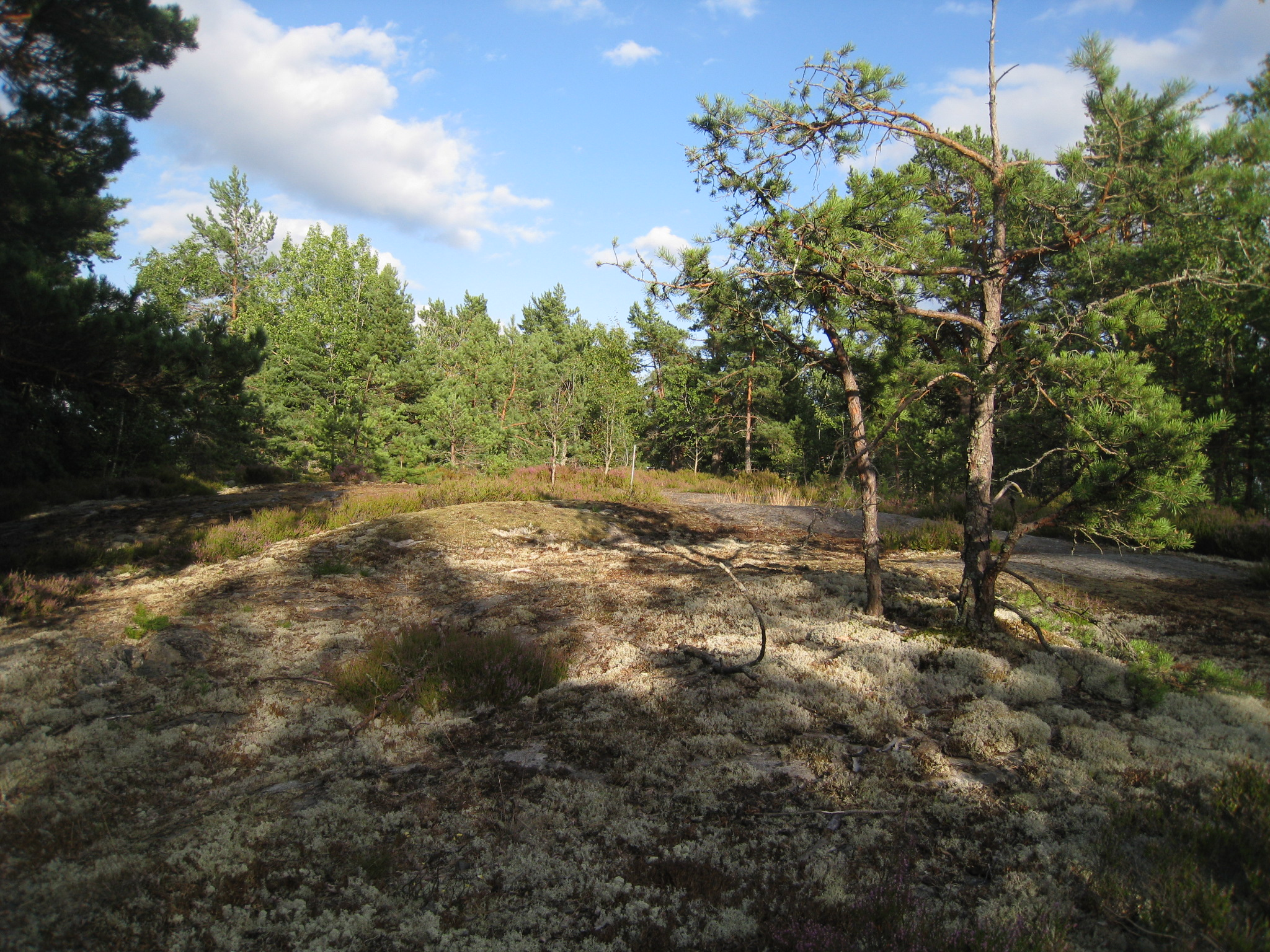

## Geologisk utveckling
Efter att isen smält undan täcktes dagens Järfälla till sin helhet av det cirka 100 meter djupa stenåldershavet. Sedan dröjde det ungefär 2 500 år, alltså till omkring år 5 200 f.Kr., innan den första bergstoppen började stick upp över havsytan, nuvarande Hummelmoraberget. Allteftersom den äldre stenåldern led mot sitt slut reste sig ytterligare bergshöjder och vid stenålderns början ca 3 000 f.Kr. utgjorde Järfälla en ganska gles skärgård. Fram emot ca 2 000 f.Kr. hade av de tidigare små öarna och skären bildats åtminstone två större sammanhängande landområden, Hummelmoraområdet och Vattmyra-Grönvretsområdet.